# Dobromierz
Höhenfriedberg (in tedesco Friedeberg o Hohenfriedeberg) è un comune rurale polacco del distretto di Świdnica, nel voivodato della Bassa Slesia.
Ricopre una superficie di 86,46 km² e nel 2004 contava 5 487 abitanti. 
Nel 1745 Höhenfriedberg fu luogo di scontro tra l'esercito prussiano e l'esercito austro - sassone durante la guerra di successione austriaca.